# Ратанган (Уэксфорд)
Ратанган (англ. Rathangan; ирл. Ráth Daingean) — деревня в Ирландии, находится в графстве Уэксфорд (провинция Ленстер).
В деревне есть своя католическая церковь, датируемая 1873 годом.